# Cosmosoma chalcosticta
Cosmosoma chalcosticta là một loài bướm đêm thuộc phân họ Arctiinae, họ Erebidae.